# Geneviève de Francheville
Geneviève de Francheville, née en 1890 à Roberval et morte en 1978, est une journaliste et romancière canadienne. 

## Biographie
Geneviève de Francheville naît en 1890 à Roberval au Canada. Elle obtient son diplôme d'enseignement en 1906 auprès du couvent des Ursulines puis suit des cours de journalisme et de philosophie à l'Université de Montréal. 

### Carrière
Elle enseigne durant une dizaine d'année, de 1906 à 1916, dans diverses localités canadiennes : Pointe-Bleue, Honfleur, Papineauville et Chicoutimi. De 1916 à 1918, elle effectue un séjour auprès des Petites Franciscaines de Marie. Elle écrit des articles et des chroniques pour divers périodiques qu'elle signe sous des pseudonymes.  
Elle publie La Sacrifiée en 1959 chez Apostolat de la presse. Ce « roman pour adolescentes » dresse le portrait de Moïsette, une jeune et « jolie dactylo », qui se sacrifie pour ses proches depuis depuis sa naissance et doit faire face aux avances de son patron. 

## Publications

### Romans
- La Pénible ascension, Les Éditions de l'Atelier, 1957, 95 p. (OCLC 49141995).
- La Sacrifiée, Apostolat de la presse, 1959, 261 p. (OCLC 49090493).
- Le Calvaire de Monique, Groupe Fides, 1961, 142 p. (OCLC 22279150).
- Sous l'avalanche, Apostolat de la presse, 1959, 223 pages (OCLC 560044811)[1].
- Le mirage, Éditions Beauchemin, 1961, 242 p. (OCLC 36510345).
- Berthe Potvin (pseudonyme), La Vie des Canadiens-français au début du siècle., Montréal, Éditions de l'homme, 1966, 126 p. (OCLC 1400714375, présentation en ligne).

### Essais
- A la recherche du bonheur, Fides, 1958, 182 p. (OCLC 49153749)[3].